# Сиама, Деннис Уильям
Деннис Уильям Сиама (англ. Dennis William Sciama; 18 ноября 1926, Манчестер — 18 декабря 1999, Оксфорд) — британский профессор физики, космолог.
Член Лондонского королевского общества (1983), Американской академии искусств и наук (1982) и Национальной академии деи Линчеи (1984). Президент Международного общества общей теории относительности и гравитации в 1980—84 годах. Глава одной из трёх крупнейших мировых школ астрофизики, наряду с Зельдовичем и Уилером. В его честь назван эффект Риса — Сиамы в космологии, проявляющийся в изменении температуры реликтового излучения при прохождении его через динамически конденсирующуюся структуру (например, сверхскопление галактик).

## Биография
Родился 18 ноября 1926 года в Манчестере в сефардской еврейской семье, — был младшим из двух сыновей Абрахама Фредерика Сиамы (Abraham Frederick Sciama, 1891—1969) и Нелли Сиама (Nelly Ades, 1902—1974), которые вели текстильный бизнес. Учился в Малверн-колледж, затем в Тринити-колледж Кембриджского университета, посещал семинары Витгенштейна, получил степень бакалавра в 1947 году. Он был одним из немногих студентов, чьим научным руководителем был Поль Дирак — хотя и недолго. Основное научное влияние на него, однако, оказали основатели стационарной космологии: Герман Бонди, Томас Голд и Фред Хойл. Сиама стал горячим сторонником этой теории, а также принципа Маха. Защитил PhD в 1952 году и получил стипендию на продолжение исследований в Тринити-колледж.
После краткосрочной работы в Институте перспективных исследований в Принстоне (1954—55), в Гарвардском университете (1955—56) и в Кингс-колледж в Лондоне (1959—61) — во время последней он заинтересовал общей теорией относительности математика Пенроуза, в 1961 году Сиама вернулся в Кембридж и стал вести курсы прикладной математики, а в 1963 году стал членом Петерхауз-колледж. Больше его занимали, впрочем, не студенты, хотя лектором он был неплохим, а научная работа с аспирантами.
Преподавал в Корнеллском университете, Королевском колледже Лондона, Гарвардском университете, а также в Техасском университете в Остине (1978—1983). Однако бо́льшую часть своей научной карьеры провёл в Кембриджском и Оксфордском университетах. C 1971 года Сиама стал одним из первых старших исследователей в Колледжe Всех Душ в Оксфорде. С 1983 года он возглавлял исследовательскую группу в СИССА в Триесте, Италия, и переехал туда, но оставался также сотрудником Оксфордского университета и продолжал поддерживать связь со своей группой в Англии, которая интенсивно работала всё это время. К сожалению, основная космологическая теория Сиамы о нейтрино, разработке которой он посвящал наибольшее количество сил и времени, в это время была опровергнута наблюдениями.
Сиама продолжал интенсивно работать практически до своей смерти от рака в Оксфорде, 19 декабря 1999 года, его последние работы вышли уже post mortem. Сиама оставил после себя жену-антрополога Лидию Дину (Lidia Dina, поженились в Венеции 26 ноября 1959 года) и двух дочерей: Сюзан (Susan, род. 1962) и Соню (Sonya, род. 1964).

## Ученики
Школа Сиамы, как она была представлена на конференции, посвящённой его 65-летию, включала более 200 исследователей. Многие астрофизики и космологи получили степень доктора философии под руководством Денниса Сиамы. Некоторые из них:
- Джордж Эллис (1964)
- Стивен Хокинг (1966)
- Брэндон Картер (1967)
- Мартин Рис (1967)
- Малкольм МакКаллэм (1971)
- Джон Барроу (1977)
- Джеймс Бинни
- Филипп Канделас
- Дэвид Дойч

Сиама также сильно повлиял на Роджера Пенроуза, который посвятил свой труд «Путь к реальности» памяти Сиамы.

## Публикации
- The Unity of the Universe. Garden City, N.Y., Doubleday. (1959)
- The Physical Foundations of General Relativity. New York: Doubleday. Science Study Series. (1969). = Сиама Д. Физические принципы общей теории относительности. — М.: Мир, 1971. — 104 с. — Коротко и ясно написанная книга по физическим и концептуальным основам общей теории относительности.
- Modern Cosmology. Cambridge University Press. (1971)
- Modern Cosmology and the Dark Matter Problem. Cambridge University Press. (1993)